# Montmoreau-Saint-Cybard

Montmoreau-Saint-Cybard este o comună în departamentul Charente, Franța. În 1 ianuarie 2018 avea o populație de 1.082 de locuitori.